# 201935 Robertbraun
201935 Robertbraun este o planetă minoră (asteroid) din centura de asteroizi. A fost descoperită pe 26 februarie 2004 la Observatorul Național Kitt Peak de Marc Buie⁠(d). 
Obiectul prezintă o orbită caracterizată de o semiaxă mare de 3,0551521798797 UAi, o excentricitate de 0,098570563293447, o înclinație de 9,4281223962401 ° în raport cu ecliptica.